# Inline-Skaterhockey-Bundesliga 2001
Die Saison 2001 war die 6. Spielzeit der Inline-Skaterhockey-Bundesliga. Dabei wurde zum 16. Mal ein Deutscher Meister ermittelt. Ausrichter ist die Sportkommission Inline-Skaterhockey Deutschland im Deutschen Rollsport und Inline-Verband. Deutscher Meister wurden die Duisburg Ducks, die sich im Finale gegen die Düsseldorf Rams durchsetzen konnten.

## Teilnehmer

### 1. Bundesliga Nord
Die 1. Bundesliga fand anders als im Vorjahr erstmals geteilt in eine Nord- und Südstaffel statt. Die 1. Bundesliga Nord umfasste acht Mannschaften.
| Klub                   | Standort           | Vorjahr                   | Play-offs                 |                           |
| ---------------------- | ------------------ | ------------------------- | ------------------------- | ------------------------- |
| Duisburg Ducks         | Duisburg           | 1.                        | Deutscher Meister         |                           |
| Samurai Iserlohn       | Iserlohn           | 10.                       | -                         |                           |
| Mendener Mambas        | Menden (Sauerland) | 3.                        | Vizemeister               |                           |
| Moskitos Essen         | Essen              | 12.                       | Relegation                |                           |
| Hamburg Sharks*        | Hamburg            | 11.                       | Relegation                |                           |
| RSC Neviges Commanders | Velbert            | 7.                        | -                         |                           |
| Powerkrauts Berlin     | Kaarst             | 2. der 2. Bundesliga Nord | 2. der 2. Bundesliga Nord | 2. der 2. Bundesliga Nord |
| Bochum Lakers          | Bochum             | 3. der 2. Bundesliga Nord | 3. der 2. Bundesliga Nord | 3. der 2. Bundesliga Nord |

- *Zuletzt als Luzifer Kiel. Die erste Mannschaft schloss sich zur Saison 2001 den Hamburg Sharks an.

### 1. Bundesliga Süd
Wie die Nord-Staffel umfasste die 1. Bundesliga Süd acht Mannschaften.
| Klub                    | Standort    | Vorjahr                  | Play-offs                |                          |
| ----------------------- | ----------- | ------------------------ | ------------------------ | ------------------------ |
| Düsseldorf Rams         | Düsseldorf  | 4.                       | Halbfinale               |                          |
| Crash Eagles Kaarst     | Kaarst      | 5.                       | -                        |                          |
| SU Augsburg             | Augsburg    | 2.                       | Halbfinale               |                          |
| Zweibrücker ERC Snipers | Zweibrücken | 1. der 2. Bundesliga Süd | 1. der 2. Bundesliga Süd | 1. der 2. Bundesliga Süd |
| Bullskater Düsseldorf   | Düsseldorf  | 9.                       | -                        |                          |
| SUC Kosmos Frechen*     | Frechen     | 8.                       | -                        |                          |
| HC Köln-West            | Köln        | 6.                       | -                        |                          |
| Bockumer Bulldogs       | Krefeld     | 2. der 2. Bundesliga Süd | 2. der 2. Bundesliga Süd | 2. der 2. Bundesliga Süd |

- *Zuletzt als SU Coeln. Die SU Coeln fusionierte zur Saison 2001 mit dem 1. RC Frechen zu SUC Kosmos Frechen.

## Modus
Die Staffel Nord und Süd gehen mit jeweils acht Mannschaften an den Start. Innerhalb jeder Staffel trifft jede Mannschaft in Hin- und Rückspiel auf jede andere Mannschaft. Für einen Sieg gibt es zwei Punkte, für ein Unentschieden einen Punkt. Bei Punktgleichheit zum Ende der Hauptrunde entscheidet der direkte Vergleich über die Rangfolge. Die ersten vier Mannschaften jeder Staffel erreichen die Play-offs. Der Sieger der Play-offs ist Deutscher Meister.
Die Mannschaften auf den Rängen fünf bis neun haben sich für die neue Saison qualifiziert. Aufgrund der geplanten Aufstockung auf zweimal zehn Mannschaften steigen die beiden Meister und die beiden Zweiten der 2. Bundesliga steigen direkt in die 1. Bundesliga auf. Die Tabellenletzten der 1. Bundesliga Nord und 1. Bundesliga Süd bestreiten eine Relegation gegen den Dritten der 2. Bundesliga Nord und 2. Bundesliga Süd.

## Vorrunde

### 1. Bundesliga Nord
|    | Mannschaft             | Sp | S  | U | N  | Tore    | +/-  | P   |
| -- | ---------------------- | -- | -- | - | -- | ------- | ---- | --- |
| 1. | Duisburg Ducks         | 14 | 12 | 1 | 01 | 167:054 | +113 | 25  |
| 2. | Samurai Iserlohn       | 14 | 10 | 1 | 03 | 154:087 | +67  | 21  |
| 3. | Mendener Mambas        | 14 | 08 | 2 | 04 | 145:076 | +69  | 18  |
| 4. | Moskitos Essen         | 14 | 05 | 4 | 05 | 135:120 | +15  | 14  |
| 5. | Hamburg Sharks         | 14 | 06 | 0 | 08 | 110:117 | −7   | 12  |
| 6. | RSC Neviges Commanders | 14 | 05 | 1 | 08 | 084:114 | −30  | 11  |
| 7. | Powerkrauts Berlin     | 14 | 05 | 1 | 08 | 089:122 | −33  | 011 |
| 8. | Bochum Lakers          | 14 | 0  | 0 | 14 | 035:229 | −194 | 0   |

### 1. Bundesliga Süd
|    | Mannschaft              | Sp | S  | U | N  | Tore    | +/-  | P  |
| -- | ----------------------- | -- | -- | - | -- | ------- | ---- | -- |
| 1. | Düsseldorf Rams         | 14 | 12 | 0 | 02 | 105:046 | +59  | 24 |
| 2. | Crash Eagles Kaarst     | 14 | 11 | 1 | 02 | 104:048 | +56  | 23 |
| 3. | SU Augsburg             | 14 | 11 | 0 | 03 | 110:055 | +55  | 22 |
| 4. | Zweibrücker ERC Snipers | 14 | 06 | 1 | 07 | 120:081 | +39  | 13 |
| 5. | Bullskater Düsseldorf   | 14 | 05 | 3 | 06 | 079:080 | −1   | 13 |
| 6. | SUC Kosmos Frechen      | 14 | 04 | 1 | 09 | 074:115 | −41  | 09 |
| 7. | HC Köln-West            | 14 | 04 | 0 | 10 | 068:104 | −36  | 08 |
| 8. | Bockumer Bulldogs       | 14 | 0  | 0 | 14 | 040:171 | −131 | 0  |

Abkürzungen: Sp = Spiele, S = Siege, U = Unentschieden, N = Niederlagen, P = Punkte

Erläuterungen:

## Play-offs
Die Play-off-Spiele werden im Modus „Best of Three“ ausgetragen.

### Play-off-Baum
| Viertelfinale | Viertelfinale           | Viertelfinale       |    |                     | Halbfinale | Halbfinale | Halbfinale |  |  | Finale | Finale | Finale |
|               |                         |                     |    |                     |            |            |            |  |  |        |        |        |
| N1            | Duisburg Ducks          | 2                   |    |                     |            |            |            |  |  |        |        |        |
| S4            | Zweibrücker ERC Snipers | 0                   |    |                     |            |            |            |  |  |        |        |        |
| S4            | Zweibrücker ERC Snipers | 0                   | N1 | Duisburg Ducks      | 2          |            |            |  |  |        |        |        |
|               |                         |                     | N1 | Duisburg Ducks      | 2          |            |            |  |  |        |        |        |
|               | S2                      | Crash Eagles Kaarst | 0  |                     |            |            |            |  |  |        |        |        |
| S2            | S2                      | Crash Eagles Kaarst | 0  | Crash Eagles Kaarst | 2          |            |            |  |  |        |        |        |
| S2            |                         |                     |    | Crash Eagles Kaarst | 2          |            |            |  |  |        |        |        |
| N3            | Mendener Mambas         | 0                   |    |                     |            |            |            |  |  |        |        |        |
| N3            | Mendener Mambas         | 0                   | N1 | Duisburg Ducks      | 2          |            |            |  |  |        |        |        |
|               |                         |                     |    | Duisburg Ducks      | 2          |            |            |  |  |        |        |        |
|               | S1                      | Düsseldorf Rams     | 0  |                     |            |            |            |  |  |        |        |        |
| N2            | S1                      | Düsseldorf Rams     | 0  | Samurai Iserlohn    | 2          |            |            |  |  |        |        |        |
| N2            |                         |                     |    | Samurai Iserlohn    | 2          |            |            |  |  |        |        |        |
| S3            | SU Augsburg             | 1                   |    |                     |            |            |            |  |  |        |        |        |
| S3            | SU Augsburg             | 1                   | S1 | Düsseldorf Rams     | 2          |            |            |  |  |        |        |        |
|               |                         |                     | S1 | Düsseldorf Rams     | 2          |            |            |  |  |        |        |        |
|               | N2                      | Samurai Iserlohn    | 0  |                     |            |            |            |  |  |        |        |        |
| S1            | N2                      | Samurai Iserlohn    | 0  | Düsseldorf Rams     | 2          |            |            |  |  |        |        |        |
| S1            |                         |                     |    | Düsseldorf Rams     | 2          |            |            |  |  |        |        |        |
| N4            | Moskitos Essen          | 0                   |    |                     |            |            |            |  |  |        |        |        |

### Viertelfinale
|                     |   |                         | Serie | 1          | 2           | 3    |
| ------------------- | - | ----------------------- | ----- | ---------- | ----------- | ---- |
| Duisburg Ducks      | – | Zweibrücker ERC Snipers | 2:0   | 24:0       | 18:3        | -    |
| Crash Eagles Kaarst | – | Mendener Mambas         | 2:0   | 10:8 n. V. | 9:4         | -    |
| Samurai Iserlohn    | – | SU Augsburg             | 2:1   | 7:4        | 12:13 n. P. | 12:7 |
| Düsseldorf Rams     | – | Moskitos Essen          | 2:0   | 6:2        | 8:3         | -    |

### Halbfinale
|                 |   |                     | Serie | 1    | 2   | 3 |
| --------------- | - | ------------------- | ----- | ---- | --- | - |
| Duisburg Ducks  | – | Crash Eagles Kaarst | 2:0   | 4:3  | 4:1 | - |
| Düsseldorf Rams | – | Samurai Iserlohn    | 2:0   | 10:4 | 7:5 | - |

### Finale
|                |   |                 | Serie | 1    | 2   | 3 |
| -------------- | - | --------------- | ----- | ---- | --- | - |
| Duisburg Ducks | – | Düsseldorf Rams | 2:0   | 10:4 | 7:5 | - |

## Relegation
Die Relegation wurde abgesagt. Die Bochum Lakers und die Bockumer Bulldogs haben auf die Relegation verzichtet und sind freiwillig abgestiegen. Damit sind auch die beiden Dritten der 2. Bundesliga direkt in die 1. Bundesliga aufgestiegen.

## Aufsteiger
Aus den 2. Bundesligen steigen die Ahauser Maidy Dogs (1. der 2. Bundesliga Nord), Crefelder SC (2. der 2. Bundesliga Nord), IHC Lethmate Terminators (3. der 2. Bundesliga Nord), VT Zweibrücken (1. der 2. Bundesliga Süd), Deggendorf Roadrunners (2. der 2. Bundesliga Süd) und die Uedesheim Chiefs (3. der 2. Bundesliga Süd) auf.
Die IHC Lethmathe Terminators haben nach erfolgter Ligeneinteilung noch auf die Teilnahme der 1. Bundesliga Nord verzichtet und gingen in der 2. Bundesliga Nord an den Start.

## Fusionen
Die erste Mannschaft der SU Augsburg schloss sich dem TV Augsburg an, der den Platz in der 1. Bundesliga einnimmt. Die SU Augsburg ging daraufhin in unteren Spielklassen an den Start.

## Pokalsieger
Im Endspiel um den Deutschen Inline-Skaterhockey-Pokal 2001 gewannen die Duisburg Ducks am 16. Dezember 2001 gegen die Düsseldorf Rams in Wuppertal mit 11:4.